# Sceloporus cautus
Sceloporus cautus este o specie de șopârle din genul Sceloporus, familia Phrynosomatidae, descrisă de Smith 1938. A fost clasificată de IUCN ca specie cu risc scăzut. Conform Catalogue of Life specia Sceloporus cautus nu are subspecii cunoscute.